# Lena Bergman (född 1943)
Lena Ingmarie Bergman, född 21 december 1943, är dotter till Ingmar Bergman och Else Fisher och kom som 13-årig barnskådespelare att medverka i smärre biroller i två av faderns filmer. 
Hon har arbetat vid Socialstyrelsen och Statens folkhälsoinstitut, bland annat med utrednings- och andra projekt inom barn- och ungdomsområdet. På 1990-talet startade hon den uppmärksammade ungdomstidningen Glöd.
Lena Bergman är halvsyster till Eva, Jan, Mats, Anna, Ingmar jr, Daniel Bergman, Linn Ullmann och Maria von Rosen och var sambo med Jakob Lindberg från 1992 fram till hans bortgång 2019.

## Filmografi
- 1957 – Smultronstället
- 1957 – Det sjunde inseglet